# Municipio de Cypress (condado de Faulkner)
El municipio de Cypress (en inglés: Cypress Township) es un municipio ubicado en el condado de Faulkner en el estado estadounidense de Arkansas. En el año 2010 tenía una población de 5480 habitantes y una densidad poblacional de 52,89 personas por km².

## Geografía
El municipio de Cypress se encuentra ubicado en las coordenadas 35°3′44″N 92°10′15″O / 35.06222, -92.17083. Según la Oficina del Censo de los Estados Unidos, el municipio tiene una superficie total de 103.62 km², de la cual 103.4 km² corresponden a tierra firme y (0.21%) 0.22 km² es agua.

## Demografía
Según el censo de 2010, había 5480 personas residiendo en el municipio de Cypress. La densidad de población era de 52,89 hab./km². De los 5480 habitantes, el municipio de Cypress estaba compuesto por el 96% blancos, el 0.35% eran afroamericanos, el 0.75% eran amerindios, el 0.15% eran asiáticos, el 0.02% eran isleños del Pacífico, el 1% eran de otras razas y el 1.73% pertenecían a dos o más razas. Del total de la población el 2.55% eran hispanos o latinos de cualquier raza.